# Julsø
Julsø är en sjö i Danmark.   Den ligger i Silkeborgs och Skanderborgs kommuner i Region Mittjylland. Julsø ligger 21 meter över havet. Arean är 5,6 kvadratkilometer. I omgivningarna runt Julsø växer i huvudsak blandskog. Den sträcker sig 2,2 kilometer i nord-sydlig riktning, och 5,1 kilometer i öst-västlig riktning.
Danmarks längsta vattendrag, Gudenå, rinner igenom sjösystemet som består av Julsø, Borre Sø och Brassø. På sjöns norra sida ligger udden Dynæs.
Söder om sjön ligger skogsområdet Rye Nørreskov med kullarna Himmelbjerget och Storeknøs.